# Aldehuela de Jerte
Aldehuela de Jerte es un municipio español de la provincia de Cáceres, en la comunidad autónoma de Extremadura.  Ubicado en la comarca de las Vegas del Alagón, tiene una población de 352 habitantes (INE 2024).

## Geografía
Se sitúa entre Carcaboso y Galisteo. El municipio tiene un área de 11,76 km². El pueblo está encuadrado entre el río Jerte, del cual toma su nombre, y el río Alagón, asentándose en una penillanura con suaves colinas. Su paisaje es el típico de una zona de regadío y tiene una vegetación abundante con prados verdes en los cuales se cultiva, principalmente, pimiento de gran calidad para la fabricación de pimentón, también se cultiva maíz y tabaco. Aldehuela de Jerte limita con Carcaboso al noreste, Galisteo al oeste, sur y noroeste, y Plasencia al este.

## Historia
Aldehuela de Jerte fue fundada en el siglo XIII como aldea del Señorío de Galisteo.
A la caída del Antiguo Régimen, junto con el resto de los pueblos del señorío, se constituye en municipio constitucional, entonces conocido como Aldehuela o Aldehuela de Galisteo, en la región de Extremadura. Desde 1834 quedó integrado en el partido judicial de Plasencia. En el censo de 1842 contaba con 24 hogares y 130 vecinos A mediados del siglo XIX, el lugar tenía contabilizadas 47 casas. Aparece descrito en el primer volumen del Diccionario geográfico-estadístico-histórico de España y sus posesiones de Ultramar de Pascual Madoz de la siguiente manera:

ALDEHUELA: l. con ayunt. de la prov. y aud. terr. de Cáceres (12 leg.), part. jud. y adm. de rent. de Plasencia (2), c. g. de Badajoz (22), dióc. de Cória (5): sit. en una llanura á 100 pasos á la der. del r. Jerte, en el camino que conduce desde la cap. á los puertos de Baños y Lagunilla, ventilada por todos los aires, con clima templado y sano: tiene 47 casas de un solo piso, fabricadas de tapias terrizas y alguna piedra de 16 a 20 pies de elevacion, cómodas y con regular distribucion interior, las cuales forman 3 calles, una bastante ancha y larga, sin alineacion formal, una plaza irregular, terriza en el centro, sin soportales y con un gran álamo en medio: en ella la casa municipal, cárcel, pósito y escuela, á la que asisten 25 niños, cuyo maestro, dotado con 1000 rs. de los fondos públicos, recibe ademas alguna retribucion de sus alumnos: igl. parr. ant. á teja vana, con solo un altar, dedicado á San Blas, y cuyo curato está servido por un ecónomo: su torre que se hizo nueva en 1841, llama la atencion desde lejos por su blancura; y por último, el cementerio sit. al N. es capaz y seguro. Confina el térm. por N. con Carcaboso y Valdeobispo; E. con el de Plasencia; S. con el de Galisteo, y O. con el de Montehermoso, dist. de 1/2 á una leg. Comprende una porcion de tierras de labor y una deh. de encina, bien poblada y de 200 fan. de cabida, que se siembran cada tres años, dividiéndola al efecto en suertes de á 2 fan.: hay algunos olivares, viñas y huertas y le fertiliza el r. Jerte que corre de N. á S. con bastante caudal de agua en todo tiempo, del que se sirven los naturales para todos sus usos: el terreno es ameno y fructífero, bastante llano y de buena calidad: pasa por el pueblo el camino general citado al principio, y muy cerca al E. la ant. calzada romana titulada de la Plata, bastaste destruida: se recibe el correo en la adm. de Plasencia de donde lo recoge un baligero cada 8 días: prod.: mucho trigo, centeno, cebada, garbanzos, poco aceite y vino, algunas legumbres y verduras: cria mucho ganado lanar, cabrio, vacuno y de cerda: ind.: la agricultura y ganaderia, y las mujeres se ocupan en hilados de lino y lana que despues se tejen en Torrejoncillo, y tambien en sacar del r. polvos de salvadera: pobl.: 24 vec.: 131 alm.: cap. prod.: 217,800 rs.: imp.: 10,900: contr.: 1,126 rs. 27 mrs. Este pueblo era ald. de Galisteo, y uno do los que componían el ant. sesmo y comunidad del suelo y tierra de aquella v.: pero en el año 1837 mandó la diputacion prov. que se dividiesen todos los terrenos comunes, y asi se verificó tocando á este l. lo que en el dia compone su térm.
(Madoz, 1845, p. 512)

Hasta la reforma de la nomenclatura municipal de 1916 el municipio se llamaba simplemente Aldehuela. En dicha fecha su nombre fue modificado por el de Aldehuela de Jerte.

## Demografía
Aldehuela del Jerte cuenta con una población de 352 habitantes (INE 2024).
| Gráfica de evolución demográfica de Aldehuela del Jerte entre 1842 y 2021 |
| |
| Población de derecho según los censos de población del INE Población de hecho según los censos de población del INEEn estos censos se denominaba Aldehuela: 1842, 1857, 1877, 1887, 1897, 1900 y 1910 En este censo se denominaba Aldehuela o Aldehuela de Galisteo: 1860 |

| 373                        | 367 | 359 | 352 | 348 | 345 | 350 |
| (Fuente: [cita requerida]) |     |     |     |     |     |     |

## Transporte

### Carreteras
| Carretera           | Lugar de entrada al pueblo | Lugares a los que va                                                      |
| ------------------- | -------------------------- | ------------------------------------------------------------------------- |
| CC-106 Calzada Real | Norte de la localidad      | Lleva a la EX-370, desde donde se puede ir a Carcaboso o a Plasencia.     |
| CC-106 Calzada Real | Sur de la localidad        | Lleva a la EX-108, desde donde se puede ir a Alagón del Río o a Galisteo. |

### Autobuses
Los lunes, martes y viernes sale a las 9:35 de la mañana un autobús que va a Plasencia pasando por Pradochano. El viaje de vuelta de Plasencia a Aldehuela se realiza de lunes a viernes, llegando el autobús a Aldehuela a la una y media de la tarde.

## Patrimonio

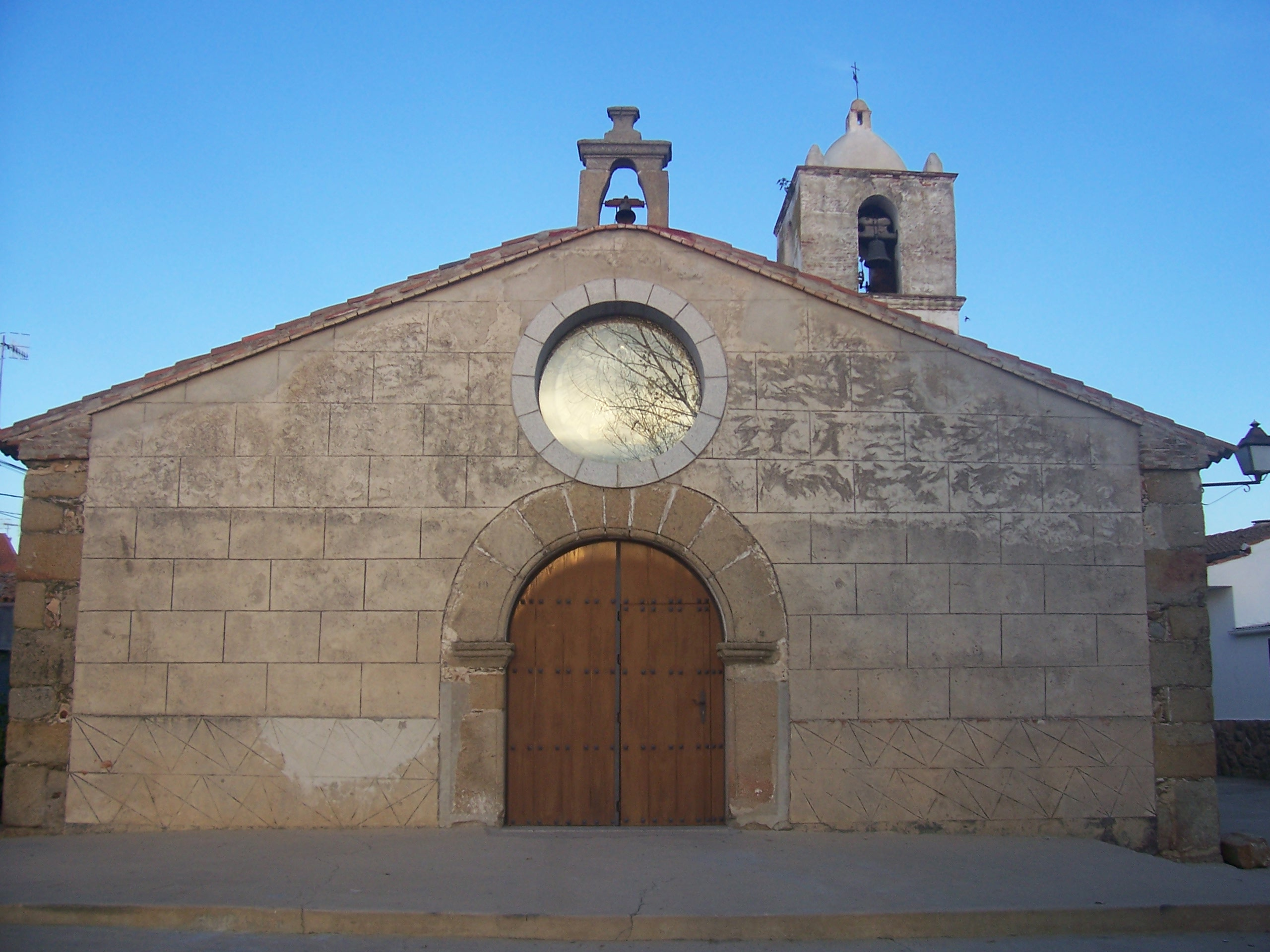
Iglesia parroquial de San Blas

La iglesia parroquial de San Blas se encuentra en la plaza Mayor y fue construida en los siglos XVII y XVIII. 
La iglesia es pequeña y está levantada con aparejo de mampuesto y refuerzo de cantería. En el interior tiene una sola nave con cubierta a dos aguas, y cabecera rectangular rematada en cúpula sobre pechinas. El campanario está adosado a la cúpula y se divide en dos cuerpos, hecho de sillería el inferior y de ladrillo el superior, todo encalado.
En el interior hay una talla de la Virgen de la Encina de los siglos XV-XVI y un crucifijo de madera del siglo XVII.

## Símbolos
El escudo de Aldehuela fue aprobado mediante la "Orden de 18 de junio de 2001, por la que se aprueba el Escudo Heráldico para el Ayuntamiento de Aldehuela del Jerte", publicada en el Diario Oficial de Extremadura el 2 de agosto de 2001 y aprobada por la Consejera de Presidencia María Antonia Trujillo, luego de haber sido aprobado el escudo por el ayuntamiento el 29 de septiembre de 2000 y haber emitido informe el Consejo Asesor de Honores y Distinciones de la Junta de Extremadura el 31 de mayo de 2001. El escudo se define así:

Escudo tronchado por una banda ondada de azur y plata. Primero, de plata, una mitra episcopal de gules, cargada de cruces de oro, con las ínfulas de sinople. Segundo, de gules, dos calderas jaqueladas de oro y sable, gringoladas de cabezas de sierpe de sinople. Al timbre, corona real cerrada.

## Fiestas locales
En Aldehuela de Jerte se celebran las siguientes fiestas:
- San Blas (3 de febrero);
- San Antonio (13 de junio).

Romería en honor a la Virgen de la Encina (dos semanas después de ss)